# هيدياكي إتسونو
هيدياكي إتسونو (باليابانية:伊津野 英昭) (بالإنجليزية:Itsuno Hideaki)، هو مطور ومخرج لعبة فيديو ياباني، حيث وُلِدَ بتاريخ 7 أبريل 1971، حيث أنتج عدداً من الألعاب مثل كابكوم فيرسيس إس إن كاي، ديفل ماي كراي 5 وغيره.